# ユナイテッド・ペンテコステ教会
ユナイテッド・ペンテコステ教会（ユナイテッド・ペンテコステきょうかい、英名: UPCI）とは、1945年にPentecostal Church International教団とPentecostal Assembly of Jesus Christ教団の合併により創設されたペンテコステ派から派生したワンネス・ペンテコステ派であり、ワンネスの中では世界最大とされている。日本では時に、合同ペンテコステ教会またはユナイト・ペンテコステ教会と記されることがある。ワンネスとは、神が三位一体であること（父・子・聖霊）を否定するという意味である。あからさまにワンネスをうたわず、表向きは三位一体を告白することも多いが、実はサベリウス主義である。
国際本部はアメリカのミズーリ州セント・ルイスの郊外にあるHazelwoodにある。現在、世界中の175の国・地域で働きを行っており、約400万人の会員がいるとされている。日本の組織の中心は東京都昭島市にあり、アジア宣教地区に所属している。
2001年から2009年までの総監督はカリフォルニア州ストックトンでメガ・チャーチを長年牧会していた、Kenneth Haneyである。師の祖父母は日本のペンテコステ派初期の宣教師であり、ペンテコステ派の初期の中心人物であるクートを救いに導いた人達である。
2010年よりテキサス州オースティン市に教会を創設したDavid Bernardが総監督に就任。師は少年期を大韓民国で宣教師の息子として育った。彼は、神学者であると同時に法務博士でもある。

## 歴史
1901年にカンザス州トピカのベテル聖書学院で行われた年越し祈祷会で、チャールズ・F・バーハムをはじめ神学生がいわゆる「聖霊のバプテスマ」を体験し、異言で神をほめたたえたことが契機となった事をルーツとしている。後に、パーハムはアメリカロサンゼルスのアズサ通りで集会を行ったところ、集会中に聴衆が「聖霊のバプテスマ」を受け、異言を語る現象が起こった。このことがロサンゼルスの新聞に掲載されて、全米に広まった。このようなペンテコステ運動のいわゆるリバイバル集会は、3年にわたってロサンゼルスのアズサ通りにある伝道館、メソジスト教会などの教会堂を借りながら続けられ、その間にアメリカ各地のみならず隣国のカナダや海を越えたイギリスなどからも集会へ集う参加者がいた。
その結果として1914年にアッセンブリーズ・オブ・ゴッド教団が生まれるが、同時に教団内で水のバプテスマの授け方において意見が分かれる。一時は、議長のEN Bellを含む教団役員のほとんどがイエスの名によるバプテスマを受けるが、結果としてイエスの名によるバプテスマ派は追い出されることになる。この中にはアッセンブリーズ・オブ・ゴッド教団の創設期の役員で後に国際ユナイテッド・ペンテコステ教会の初代総監督になるHoward Gossも含まれる。
それから約30年間、彼らは幾つかの小さな教団を創設したり、合併したりするがワンネス・ペンテコステ派の一致された組織は形成されなかった。しかし1940年代にPentecostal Church International教団とPentecostal Assembly of Jesus Christ教団の間で合併の話が始まり、1945年ミズーリ州セント・ルイス市のキール講堂で合併されることが決まり発足した。

## 外見的特徴
UPCI特有の規則が設けられている。
- 女性は髪を切らず、できるだけ長く伸ばす。（パーマ・カラーもしない）
- 男性は髪の毛を、できるだけ短く切る。
- 女性は、化粧をしてはならない。
- 女性はできるだけ丈の長いスカートだけを着用し、ズボンをはいてはいけない。

## 関連記事
- 京都福音教会 - 以前、ユナイテッド・ペンテコステ教会の中心的教会であった
- 大川修平 - 元教団役員
- 後の雨運動 - この運動の指導者達は、ユナイテッド・ペンテコステ教会から特に癒しの働きの部分で影響を受けた。一部の指導者はユナイテッド・ペンテコステ教会出身。
- ペンテコステ派